# Shahryar
Shahryar är ett persiskt mansnamn. Shahryar betyder härskare/kung på persiska och är ursprungligen sammansatt av två separata ord, Shahr som i detta sammanhang innebär land och Yar som betyder vän, den som hjälper. Kungar i Persien kallades för Shahryar-e Iran. [källa behövs]
Det finns i Sverige 25 personer vid namn Shahryar.
Namnsdag saknas.